# Dolceacqua

Ubicación del municipio de Dolceacqua en la Provincia de Imperia.

Dolceacqua (Dussàiga en lengua ligur) es un municipio italiano de 2078 habitantes en la provincia de Imperia, situado en los márgenes de la ciudad de Ventimiglia y de su conurbación. Se encuentra a unos 120 kilómetros al suroeste de Génova y alrededor de 35 km al oeste de la capital provincial, en la frontera con Francia. 
Dolceacqua limita con los siguientes municipios: Airole, Apricale, Breil-sur-Roya (France), Camporosso, Isolabona, Perinaldo, Rocchetta Nervina, San Biagio della Cima, y Ventimiglia.

## Evolución demográfica
| Gráfica de evolución demográfica de Dolceacqua entre 1861 y 2001 |
|                                                                  |
| Fuente ISTAT - elaboración gráfica de Wikipedia                  |

## Geografía
Dolceacqua es un típico pueblo medieval en el valle del río Nervia, a lo largo del torrente homónimo. La parte más antigua del municipio está dominada por el Castillo de los Doria y llamada por los habitantes Terra (Téra en el dialecto local), puesta a los pies del monte Rebuffao. La parte más moderna, llamada il Borgo, se alarga sobre la ribera opuesta, al lado de la carretera que recorre el valle. 

## Economía
Se cultiva la vid, produciéndose vino de mesa como el Rossese di Dolceacqua superiore o el Rossese di Dolceacqua. El último domingo de cada mes se celebra un mercadillo «bio» en la Piazza Padre Giovanni Mauro de Dolceacqua.